# Municipio de Symmes (condado de Lawrence)
El municipio de Symmes (en inglés: Symmes Township) es un municipio ubicado en el condado de Lawrence en el estado estadounidense de Ohio. En el año 2010 tenía una población de 464 habitantes y una densidad poblacional de 4,75 personas por km².

## Geografía
El municipio de Symmes se encuentra ubicado en las coordenadas 38°43′52″N 82°32′36″O / 38.73111, -82.54333. Según la Oficina del Censo de los Estados Unidos, el municipio tiene una superficie total de 97.77 km², de la cual 97,47 km² corresponden a tierra firme y (0,31 %) 0,3 km² es agua.

## Demografía
Según el censo de 2010, había 464 personas residiendo en el municipio de Symmes. La densidad de población era de 4,75 hab./km². De los 464 habitantes, el municipio de Symmes estaba compuesto por el 98,28 % blancos, el 0,22 % eran afroamericanos, el 0,22 % eran de otras razas y el 1,29 % eran de una mezcla de razas. Del total de la población el 0 % eran hispanos o latinos de cualquier raza.